# Comuna Hällefors
Hällefors (Hällefors kommun) este o comună din comitatul Örebro län, Suedia, cu o populație de 6.982 locuitori (2013).

## Geografie

### Zone urbane
Lista celor mai mari zone urbane din comună (anul 2015) conform Biroului Central de Statistică al Suediei:
| Nr | Zona urbană | Pop.  |
| -- | ----------- | ----- |
| 1  | Hällefors   | 4.449 |
| 2  | Grythyttan  | 859   |

## Demografie
| \| Evoluția demografică în comuna Hällefors, 1970–2015 \| Evoluția demografică în comuna Hällefors, 1970–2015 \| Evoluția demografică în comuna Hällefors, 1970–2015 \| Evoluția demografică în comuna Hällefors, 1970–2015 \| Evoluția demografică în comuna Hällefors, 1970–2015 \| \| ----------------------------------------------------------------------------------------------------- \| --------------------------------------------------- \| --------------------------------------------------- \| --------------------------------------------------- \| --------------------------------------------------- \| \| An \| \| \| Locuitori \| \| \| 1970 \| 1970 \| \| 11836 \| 11836 \| \| 1975 \| 1975 \| \| 11219 \| 11219 \| \| 1980 \| 1980 \| \| 10576 \| 10576 \| \| 1985 \| 1985 \| \| 9839 \| 9839 \| \| 1990 \| 1990 \| \| 9346 \| 9346 \| \| 1995 \| 1995 \| \| 8710 \| 8710 \| \| 2000 \| 2000 \| \| 8025 \| 8025 \| \| 2005 \| 2005 \| \| 7627 \| 7627 \| \| 2010 \| 2010 \| \| 7220 \| 7220 \| \| 2015 \| 2015 \| \| 7032 \| 7032 \| \| Sursa: SCB - Statistika Centralbyrån, Folkmängd efter region, civilstånd, ålder och kön. År 1968–2016 \| \| \| \| \| |      |  |           |       |
| Evoluția demografică în comuna Hällefors, 1970–2015 |      |  |           |       |
| An |      |  | Locuitori |       |
| 1970 | 1970 |  | 11836     | 11836 |
| 1975 | 1975 |  | 11219     | 11219 |
| 1980 | 1980 |  | 10576     | 10576 |
| 1985 | 1985 |  | 9839      | 9839  |
| 1990 | 1990 |  | 9346      | 9346  |
| 1995 | 1995 |  | 8710      | 8710  |
| 2000 | 2000 |  | 8025      | 8025  |
| 2005 | 2005 |  | 7627      | 7627  |
| 2010 | 2010 |  | 7220      | 7220  |
| 2015 | 2015 |  | 7032      | 7032  |
| Sursa: SCB - Statistika Centralbyrån, Folkmängd efter region, civilstånd, ålder och kön. År 1968–2016 |      |  |           |       |